# Карл Фридрих Гаус
 Тази статия е за германския математик и физик.  За мерната единица вижте Гаус (единица).  
Йохан Карл Фридрих Гаус (на немски: Johann Carl Friedrich Gauß) е германски математик и физик със значителен принос в различни области като теория на числата, статистика, математически анализ, диференциална геометрия, геодезия, геофизика, електростатика, астрономия и оптика.
Понякога наричан Princeps mathematicorum („Принц на математиците“) и „най-великият математик след Античността“, Гаус има забележителен принос към много области на математиката и природните науки и се нарежда сред най-влиятелните математици в историята. Той е автор на определението за математиката като „царица на науките“.

## Биография

### Произход и младежки години
Гаус е роден на 30 април 1777 г. в Брауншвайг в херцогството Брауншвайг, днес част от Долна Саксония, Германия, като единствен син на бедно семейство. Баща му работи като градинар, зидар, помощник на търговец, както и касиер на застрахователно дружество. Кръстен е и получава първо причастие в църква, разположена близо до училището, което посещава като дете.
Още от ранна възраст Гаус проявява математически способности, с което привлича вниманието на херцог Карл Вилхелм Фердинанд. Той поема разноските по обучението му в Каролинския колеж (днес Брауншвайгски технически университет), където Гаус учи от 1792 до 1795 г., както и в Гьотингенския университет, който той посещава от 1795 до 1798 г. Това става с помощта на учителя на Гаус Мартин Бартелс, който по стечение на обстоятелствата по-късно е учител и на Лобачевски.
Първия си значим успех Карл Фридрих Гаус постига през 1796 г., когато демонстрира, че всеки правилен многоъгълник с брой на страните, равен на някое число на Ферма, може да бъде построен с линийка и пергел. Това е важно откритие в основен раздел на математиката, възникнал още през Древността, и то изиграва решаваща роля за насочването на Гаус към математиката, вместо към филологията.
През същата година Гаус въвежда използването на модулна аритметика, която силно опростява преобразуванията в теорията на числата. По същото време доказва квадратичния закон за реципрочност, който дава възможност за определяне на решимостта на всяко квадратно уравнение в дадена модулна аритметика, както и закона за разпределението на простите числа. Той установява също, че всяко цяло положително число може да се представи като сбор от най-много три триъгълни числа. През октомври публикува резултатите си за броя на решенията на полиномни уравнения с коефициенти в крайни полета.

### Семейство
През ноември 1804 година Гаус се сгодява за Йоана Елизабет Розина Остхоф от Брауншвайг и се жени за нея на 9 октомври 1805 г. През 1806 г. се ражда първото им дете, Йозеф. След това семейството се премества в Гьотинген. Там първо се ражда дъщеря им Вилхелмина, а през 1809 година – синът им Луис. На 11 октомври 1809 година първата жена на Гаус, Йоана, умира като следствие от усложнения при раждането. На 1 март 1810 г. умира и едва шестмесечното момченце Луис. Като следствие от тези събития Гаус изпада в депресия. На 4 август 1810 година се жени за Фредерика Вилхелмина Валдек, която е дъщеря на учения в областта на правото Йохан Петер Валдек. Тя е била и най-добрата приятелка на първата жена на Гаус. От нея той има три деца: двама сина, които заминават съответно през 1830 и 1837 година за Америка и се занимават успешно с търговия. Най-малката му дъщеря, Терезе, води домакинството при баща си след смъртта на втората му съпруга до неговата смърт.
Гаус е бил член на лутеранската протестантска църква Свети Албан в Гьотинген.

### Зрели години
След внезапната смърт на херцога на Брауншвайг след битка при Йена и Ауерщед през ноември 1807 г. Гаус става професор в Гьотингенския университет и директор на местната астрономическа обсерватория, и като такъв работи до края на дните си. Налага му се да обучава, макар че няма склонност към това. Много от неговите студенти по това време стават известни математици, като Рихард Дедекинд и Бернхард Риман. Отклонява всички предложения за работа в Берлинската академия на науките. През 1838 г. той получава Медал-Копли. През 1845 г. той става таен дворцов съветник, а през 1846 г. става за трети път декан на философския факултет. През 1849 г. празнува своя златен докторски юбилей и става почетен гражданин на Брауншвайг и Гьотинген. През 1852 г. започва своята последна научна работа, а именно, повторение на опитите с махалото на Фуко за доказване на въртенето на Земята.
Гаус се интересува от музика, посещава концерти и пее. Няма данни да свири на музикален инструмент. Събира цифрови и статистически данни от всякакъв вид и прави списък например за очакванията за продължителността на живота на известни хора в дни. Занимава се със спекулации на пазара с акции. След смъртта си оставя значително състояние от около 170 000 талера по време, когато заплатата на професор е 1000 талера годишно. Това са основно ценни книжа, главно от железниците. Във връзка с това са намерени негови критични изказвания за политиката и свързаните с нея банки във връзка с това, че придобити от него акции на железницата в Хесен-Дармщат са загубили драстично от стойността си поради информация, че ще бъде национализирана.
Последните години от живота си страда от сърдечна недостатъчност и безсъние. През юни 1854 година заедно със своята дъщеря Тереза, пътувайки за строителството на железница от Хановер за Гьотинген, претърпява нещастен случай, при който изплашените от влака коне обръщат каретата и е тежко наранен кочияшът. Гаус и дъщеря му остават невредими. След като участва в освещаването на железницата по-късно, поради заболяване той остава все по-често в дома си. Умира на 23 февруари 1855 г. сутринта в дома си в Гьотинген в креслото си. На паметната му плоча е изобразен по негова молба правилен 17-оъгълник.

## Научни изследвания и открития

### В математиката
Основните му приноси в математиката са в областите висша алгебра, теория на числата, теория на редовете, диференциална геометрия и неевклидова геометрия. Гаус е освен това един от хората с най-голям принос в областта на теория на грешките.
Гаус започва научната си дейност през 1791 г. с изследвания върху средното аритметично, средното геометрично, върху разпределението на простите числа. През 1792 г. се заема с основите на геометрията. През 1794 г. открива метода на най-малките квадрати. Първата си научна работа публикува през 1796 г. Тя съдържа прочутото доказателство, че правилен n-ъгълник може да се построи с линийка и пергел, когато n е просто число на Ферма. Особено много време Гаус посвещава на правилния 17-оъгълник. Неслучайно той пожелава на паметника му да бъде изобразен правилен 17-оъгълник. През 1799 г. дава първото строго доказателство на основната теорема на алгебрата. Първото голямо негово съчинение са прочутите „Disquisitiones arithmeticae“ („Аритметични изследвания“), което съдържа теорията на квадратичните конгруенции и доказателство на квадратичния закон за реципрочност – „theorema aureum“ („златната теорема“), както и теорията за деленето на окръжността. През 1812 г. той публикува първото системно изследване върху сходимостта на хипергеометричния ред. През 1825 г. излизат от печат работите му върху биквадратичните остатъци. През 1832 г. Гаус публикува геометричното представяне на комплексните числа и нова теория на простите числа. Най-забележителните му научни постижения са създаването на теорията на повърхнините и „theorema egregium“ („превъзходната теорема“).
За много резултати на Гаус математиците научават от дневника и писмата му. Забележително е, че още през 1816 г. той владее основите на неевклидовата геометрия, но не публикува нищо на тази тема, за да избегне очакваните конфликти. Не публикува и други важни свои резултати поради строгите си научни критерии. Голям брой трудове и записки остават недоразвити от него. Част от тях са довършени десетки години след смъртта му.
Освен това той открива бърз и лесен начин за пресмятане на някои суми: ако имаме n брой последователни естествени числа, първото от които е a, а последното – b, то тогава сборът им е:
- ако n = k*2 (четно число), сумата {\displaystyle ={n \over 2}\times {({a}+{b})}}. Например сборът на числата от 5 до 20 = 16/2*(5+20) = 8*25 = 200. Ето защо се получава така:

5+6+7+8+...+17+18+19+20. Можем да забележим, че сборът на крайните числа е 5+20=25. Следващите числа – 6 и 19, също сборът им е 6+19=25. За следващите числа важи същото. Следователно можем да разделим числата от 5 до 20 на 8 групи (16 числа делено 2 числа в група) със сбор на всяка група 25. Имаме 8 групи по 25, Следователно сборът на тези числа е 8*25 = 200. Оттук извеждаме формулата n/2*(a+b).
- ако n = k*2+1 (нечетно число), сумата

{\displaystyle ={n-1 \over 2}\times {({a}+({b}-{1}))}+b}. Например сборът на числата от 5 до 21 е равен на {\displaystyle {17-1 \over 2}\times {({5}+({21}-{1}))}+21={8}\times {25}+21=200+21=221}. Можем да проверим верността: 5+6+7+..+20+21 = (5+6+..+19+20)+21 = 200+21 = 221.
Историята на това научно откритие е още по-интересна. Когато математикът бил едва на десет години, учителят поставил задача на учениците си да пресметнат сбора на числата от 1 до 100, за да може да си почине от преподаване. Гениалният математик записал съкратено сбора на числата от 1 до 100 (1+2+3+........+99+100) и забелязал, че ако събере първото с последното число ще получи 101, ако събере второто с предпоследното число ще се получи пак 101 и т.н. От това свойство извлякъл формулата a1 + a2 +…+ an = {\displaystyle \left({\frac {(a_{1}+a_{n}).n}{2}}\right)}.

### Въведение в елиптичните функции
Като 19-годишен Гаус през 1796 г. при наблюдение на дължината на дъгата върху една лемниската въвежда с лемнискатната синусна функция исторически първата елиптична функция. Той не публикува нищо от своите записки. Фактическото развитие на теорията на елиптичните функции се извършва от Нилс Абел (1827 г.) и Карл Якоби.

### Неевклидова геометрия
Трима големи математици се занимават активно с неевклидовата геометрия: това са Гаус, Янош Бояй и Николай Лобачевски. Когато бащата на Янош Фаркаш Бояй моли своя приятел Гаус за мнение по труда на Янош, Гаус високо го оценява, но оспорва първенството на научните му резултати. Самият Гаус бил достигнал до тези резултати още в началото на века, но така и не се осмелил да ги публикува, „защото повечето хора няма да разберат за какво става дума“, Отговорът на Гаус предизвиква силно разочарование и гняв у Бояй. Известно време той дори вярва, че великият математик си приписва заслугите му, и това личи от неговата кореспонденция и архиви. Паралелно и Николай Лобачевски разработва идеите на неевклидовата геометрия. Първите му публикации се посрещат с насмешка от математици като Михаил Остроградски. По-късно, през 1841 година и Гаус се запознава с труда на Лобачевски, издаден на немски език. В писма до приятел Гаус изразява признание за разработката на Лобачевски. Той препоръчва избирането му за чуждестранен член кореспондент на Академията на науките в Гьотинген като един от най-добрите математици на руската държава. Започва изучаването на руски език, за да се запознае с неговата работа по-подробно. Приоритетът на публикациите на Лобачевски обаче е безспорен и затова неевклидовата геометрия носи и неговото име.

### В астрономията
Причината за започване на изследвания от страна на Гаус е откриването на планетата Церера от Джузепе Пиаци на 1 януари 1801 година, малко след което тя отново е загубена. Резултат от изследванията на Гаус в тази област са пресмятането на орбитата на планетата-астероид Церера. Гаус успява да направи това посредством помощта на индиректен метод за определяне на орбитата и пресмятане на уравненията на базата на метода на най-малките квадрати. Хайнрих Вилхелм Олберс и Франц Ксавер фон Цах наблюдават независимо един от друг новото положение на планетата една година по-късно. Гаус се занимава и с орбитата на астероида 2 Палада, но не намира решението. Неговият опит в изследванията на орбитите на небесните тела завършват с публикуването на съчинението „Теория на движението на небесните тела“.
Проблемът с повторното откриване на планетата е в това, че нито мястото, нито част от орбитата, нито разстоянието до планетата са известни. Известна е само посоката на наблюдение. Това води до търсенето на една елипса, единият фокус на която е Слънцето. Освен това е известно, че дъгите на орбитата на Церера преминават съгласно втория закон на Кеплер.
Тези дейности правят Гаус известен в Европа и водят между другото до поканата му от страна на Академията в Санкт Петербург, чийто член той става през 1802 година.

### Геодезия
Занимава се и с практическа геодезия и получава първите си познания между 1797 и 1801 година, когато е съветник при френския генерал-квартирмайстер при неговите измервания на територията на Херцогство Вестфалия. През 1816 година на неговия бивш ученик Хайнрих Шумахер е възложено от краля на Дания извършването на едно измерване на дължини и широчини в Дания. Във връзка с това Гаус получава между 1820 и 1826 година ръководството по измерването на географските дължини и широчини в кралство Хановер област. При това отчасти му помага и синът му Йозеф, който е действащ артилерийски офицер в армията на Хановер. Използвайки открития от него метод на най-малките квадрати и решаването на системи от линейни уравнения, той успява да постигне значително повишаване на точността на измерване и създава висшата геодезия. За практическите си измервания той създава като измервателен инструмент хелиотроп, инструмент, който използва чрез огледало светлината на слънцето.
През тези години той се занимава, вследствие на интереса си, предизвикан от геодезията и теорията за картите, с теорията за диференциалната геометрия на повърхнините, въвежда гаусовото изкривяване и доказва своята Theorema Egregium. Именно резултатите на Гаус вдъхновяват Бернхард Риман за създадената от него класическа дисертация за Римановата геометрия.
Към края на живота си проявява интерес и към физически въпроси. Заедно с Вилхелм Вебер създават системата на електромагнитните единици. Конструира и първия в Германия електромагнитен телеграф. Работите му в областта на физиката се отнасят към теорията на потенциала, учението за капилярността и теоретичната оптика.
Универсалните способности на Карл Фридрих Гаус му позволяват да остави следи в почти всички основни дялове на чистата и приложната математика. Гьотингенската академия на науките издава (след 1908 г.) единадесет тома негови съчинения. При това всичко, написано от Гаус, е подчинено на девиза му: „Не много, но зряло.“

### Магнетизъм, електричество и телеграфия
Заедно с Вилхелм Вебер от 1831 година работи в областта на магнетизма. Заедно с Вебер създава магнитометъра и свързва през 1833 година своята обсерватория с института по физика. В двора на обсерваторията е построена сграда, изработена изцяло от немагнитни материали с цел извършване на магнитни измервания. При това те успяват да обменят определени съобщения между две точки. Това става чрез управлявана по електромагнитен път намагнитена компасна игла. Това представлява и първата телеграфна връзка в света. Използва се подобие на морзовата азбука.
Заедно с Вебер, той разработва системата за измерване сантиметър-грам-секунда, която е определена за основа при електротехническите измервания на международен конгрес в Париж през 1881 година. Тази система и сега се използва основно за изчисления във физиката. Той организира също така създаването на една разположена в целия свят мрежа от измервателни станции в така наречено магнитно обединение (немски:Magnetischer Verein), което се занимава с измервания на земното магнитно поле. По-късно тези измервания са обобщени и анализирани.
Въз основа на отношенията на Гаус с Александър фон Хумболт и във връзка с тези измервания, през 2005 година в Германия излиза романът на Даниел Келман „Измерването на света“, който става бестселър. През 2012 година е заснет и филмът („Die Vermessung der Welt“).
При своите експерименти за електричеството Гаус открива през 1833 г. преди Густав Кирхоф (1845 г.) законите на Кирхоф за токовите кръгове.

## Начин на работа на Гаус
Гаус работи в много области, но публикува своите резултати едва след като е напълно е убеден, че, по негово мнение, една теория е напълно завършена. Вследствие на това, той често обръща внимание на свои колеги, че даден резултат вече е доказан, но не го е представил поради незавършеност на теорията или недостатъчна сигурност в разработките си. Това му е спестявало време за основните разработки, като не е губил време за странични теми в този момент.
Той говори добре английски и френски и заедно с класическите древни езици чете модерните европейски езици като испански, италиански, датски, шведски и учи по-късно руски, за да чете трудове на Лобачевски. В тази връзка през 1839 г. 62-годишният Гаус в писмо до Петербургската академия моли да му се изпратят руски списания и книги, включително „Капитанската дъщеря“ на Пушкин. През 1842 г. Лобачевски е избран за чуждестранен член-кореспондент на Гьотингенското кралско дружество по предложение на Гаус. Също така започва да се занимава със санскрит. През по-късните години от живота си започва да чете все повече художествена литература. Любими автори са му Уолтър Скот и Жан Паул.

## Любопитно
Когато бил малък, учителят, за да си освободи малко време, поставил задача на децата да съберат числата от 1 до 100. Той започнал да пише на дъската всички числа, но през това време Гаус притичал при учителя и му казал отговора, който самият учител не бил открил. Накрая след събирания се оказало, че единственият верен отговор е на Гаус. Така възниква немного известният „Метод на Гаус“. Той пресметнал сумата от 1 до 100 така:
{\displaystyle S=1+2+3+...+98+99+100}.
Забелязал, че всеки две числа, които са на равни разстояния от двата края, имат равни суми:
{\displaystyle 1+100=99+2=3+98} и т.н.
Групирал стоте събираеми в 50 групи по две и получил
{\displaystyle S=(1+100)+(2+99)+(3+98)+...+(50+51)={100.(100+1) \over 2}=50.101=5050}
Виж повече в раздел „Научни изследвания и открития“.

## Други данни
След неговата смърт е взет неговият главен мозък за изследвания. Той е изследван с различни методи многократно, последно през 1998 година. При това не са открити особености, които да обясняват неговите изключителни математически способности. Той се намира отделно, консервиран във формалин в медицинския факултет на университета в Гьотинген.
През есента на 2013 година в университета е открито, че има объркване и всъщност два препарата с мозъка на Гаус и на лекаря Конрад Фукс са подменени, и в надписаната с неговото име стъкленица не се съдържа истинския препарат. С това правените изследвания се оказват напълно неверни.

## Името на Гаус в математиката и техниката
Редица методи в математиката носят изцяло или частично името на Гаус:
- Гаусов метод за елиминация, използван за решаване на система линейни уравнения.
- Гаусов интеграл на грешките: интеграл за нормално разпределение.
- Интегрална теорема на Гаус-Остроградски, представляваща резултат от векторния анализ, който представя зависимостта между дивергенцията на едно векторно поле и потока на полето през затворена повърхност. Теоремата следва от един специален случай на теоремата на Стокс, която от своя страна обобщава основния израз в интегралното и диференциално смятане.
- Гаусов закон за електростатиката, съгласно който електрическият поток през една затворена повърхност е пропорционален на затворения в повърхността електрически товар. Представлява практическо приложение на интегралната теорема на Гаус-Остроградски.
- Гаусовата система единици, наричана още система сантиметър-грам-секунда
- Гаусова кривина, представляваща основно понятие в диференциалната геометрия.
- Гаусова квадратура представлява числено интегриране за пресмятане на квадратури.
- Гаусово разпределение или Нормално разпределение в теорията на вероятностите и статистиката е закон за разпределението на непрекъсната случайна величина. Графиката на функцията е камбановидна крива, наречена Гаусова крива.
- Гаусова числова равнина е равнина на комплексните числа или комплексна равнина.
- Функция скобка, или Гаусови скоби, по дефиниция означаващи за едно реално число, че е най-голямото цяло число, което е по-малко или равно на x.
- Теорема на Гаус-Боне в диференциалната геометрия.
- Метод на Гаус-Жордан, представляващ развитие на Гаусовия метод за елиминация.
- Метод на Гаус-Зайдел за решаване на линейни уравнения.
- Алгоритъм на Гаус-Нютон, който е модификация на метода на Нютон, разработена от Карл Фридрих Гаус за решаване на нелинейни задачи за най-малките квадрати.
- Гаусово диференциално уравнение или хипергеометрично диференциално уравнение, представляващо обикновено линейно диференциално уравнение от втори ред.
- Проекция на Гаус-Крюгер: Представлява наклонена цилиндрична проекция, използвана в топографските карти. При нея меридианните ивици, при които контурните меридиани сключват на върха ъгъл 6°, се изобразяват върху околната повърхнина на цилиндър, която от своя страна се развива върху равнината.
- Гаусов принцип на най-малката принуда или Принцип на Гаус е предложен от Гаус през 1829 г. в разработката му „За един нов общ закон на механиката“.
- Гаусова формула на трапеца за пресмятане на повърхнини чрез разлагането на триъгълници и трапеци.
- На името на Гаус са наречени формули, създадени за пресмятане на Великден, Пасха, както и дните на седмицата. С промяната на календара се променят и формулите.
- Гаусово оръдие: Нарича се на името на Гаус, който е поставил основите на математическата теория на електромагнетизма. По своя принцип на работа е подобен на линейните двигатели.